# Ali Bazzi
 (janvier 2025).
Si vous disposez d'ouvrages ou d'articles de référence ou si vous connaissez des sites web de qualité traitant du thème abordé ici, merci de compléter l'article en donnant les références utiles à sa vérifiabilité et en les liant à la section « Notes et références ».
Ali Ahmad Bazzi (né à Bint-Jbeil en 1958) est un homme politique libanais.
Membre du Mouvement Amal de Nabih Berri et issu d’une famille politique traditionnelle, il est élu en 2000 député chiite de Bint-Jbeil et devient membre du bloc de la Libération et du Développement dirigé par Berri.
Il est réélu lors des élections de 2005 et 2009.